# Predicrostonyx hopkinsi
Predicrostonyx es un género extinto de roedor de la familia Cricetidae, que contiene a una sola especie, Predicrostonyx hopkinsi, la cual es considerada uno de los primeros ejemplos de los lemmings de collar.